# Somália (ur. 1988)
Somália, właśc. Wergiton do Rosário Calmon (ur. 28 września 1988 w Rio de Janeiro) – brazylijski piłkarz, występujący na pozycji pomocnika w węgierskim klubie Ferencvárosi TC. 

## Sukcesy

### Klubowe
Ferencvárosi TC
- Mistrz Węgier: 2015/2016, 2019/2020, 2020/2021
- Zdobywca Pucharu Węgier: 2014/2015